# Kuching
Kuching est la capitale et la plus grande ville de l'état de Sarawak en Malaisie. Sa population est de 325 132 habitants en 2010.

## Étymologie
L'origine du nom de Kuching est antérieure à 1841, date d'arrivée du premier rajah blanc du Sarawak,. Plusieurs théories sont avancées concernant son origine. Pour certains il serait dérivé du mot malais désignant le chat (kucing), ou de Cochin, le nom des ports indiens situés sur la côte de Malabar désignant de manière générique un port de commerce dans les Indes anglaises et en Chine. Mais selon certaines sources, la ville était appelée Sarawak avant l'arrivée de Brooke. Elle n'aurait pris son nom actuel qu'en 1872. Selon d'autres sources, ce nom serait dérivé de celui du fruit mata kucing (Euphoria malaiense) qui est cultivé en Malaisie et en Indonésie. Une des collines de la ville portait le nom de ce fruit : Bukit Mata Kuching. Selon une autre théorie, la ville porterait le nom d'un cours d'eau (Sungai Kuching) coulant au pied de la colline et passant devant temple Tua Pek Kong, qui aurait été comblé puis recouvert pour construire le réseau routier. Enfin selon une dernière théorie, le nom serait dérivé des mots chinois Ku(古） - vieille et Ching（井）fontaine. Celle-ci, située à l'époque dans la rue de Chine dans le bazar principal, aurait permis en 1888 de juguler une épidémie de choléra en fournissant une eau de qualité.

## Histoire

### Kuching, capitale de l'administration de James Brooke

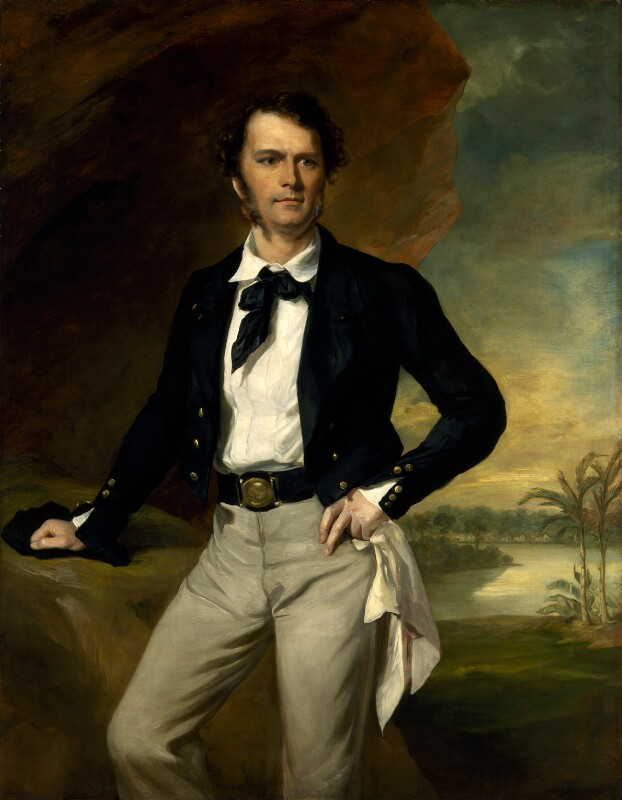
Sir James Brooke, the first Rajah of Sarawak.

Brunei, dont le territoire moderne est enclavé dans celui du Sarawak, est initialement un petit royaume vassal de celui de Majapahit situé dans l'île de Java. Au milieu du 14e siècle, Brunei prend son indépendance et étend son influence aux régions côtières du nord de Bornéo notamment au territoire du Sarawak. Au cours du 15e siècle le souverain de Brunei se convertit à l'Islam et prend le titre de sultan de Brunei. À la fin du 17e siècle, plusieurs facteurs entrainent le déclin du sultanat : celui-ci connaît une longue guerre de succession et son commerce est ébranlé par la piraterie et l'influence croissante des puissances coloniales européennes.

### La dynastie des rajah blancs (1841-1941)

Expansion du territoire dirigé par les Brooke.

Au début du 16e siècle, les navigateurs portugais cartographient les côtes du Sarawak qu'ils baptisent Cerava, mais aucune colonie n'a été établie dans cette région de Bornéo. Au début du 19e siècle le sultanat de Brunei, qui végète, gère le Sarawak de manière lâche. Indera Mahkota, le gouverneur qu'il a nommé sur ce territoire, décide de mettre en exploitation un gisement d'antimoine situé près de Kiching et augmente les taxes locales pour développer l'extraction suscitant le mécontentement de la population locale. En 1836 les malais et les Dayaks de terre (Bidayuhs) du Sarawak se révoltent et proclament leur indépendance. En 1839, le sultan Omar Ali Saif-Udin envoie son oncle pour mater la révolte mais celui-ci échoue. C'est durant cet épisode de l'histoire du pays que survient James Brooke (1803-1868). Cet aventurier et ancien soldat Anglais de l'Armée des Indes a acheté, avec son modeste héritage, un navire qu'il a armé et avec lequel il se rend à Bornéo en quête d'aventure. Il se met au service du sultanat de Brunei et parvient à mater la rébellion. Le sultan de Brunei le récompense en le nommant Raja (gouverneur) de Sarawak. Le territoire concédé ne s'étend que sur une faible partie du Sarawak moderne. Il comprend la région de Kuching entre Tanjong Datu et la rivière Sadong. Brooke devient le premier des Raja Putih (Rajahs blancs à la tête du Royaume de Sarawak entre 1841 et 1941. James Brooke étend progressivement le territoire vers l'est jusqu'à Tanjong Kidurong. À sa mort qui intervient au Royaume-Uni en 1868, il est remplacé par son neveu Charles Brooke qui dirige le pays jusqu'à son décès en 1917. Celui-ci étend à son tour le territoire en prenant possession de Baram en 1881, Limbang en 1890 et Lawas en 1905 fixant ainsi les limites du Sarawak actuel,,.
Kuching devient le siège du gouvernement de Brooke et donc la capitale administrative du Sarawak. L'actuelle Astana (Palace), qui est aujourd'hui la résidence officielle du gouverneur du Sarawak, est située à côté de la première résidence de James Brooke,.
Kuching continue de prospérer sous le règne du fils de Charles Brooke, Charles Vyner Brooke, qui lui succéda en tant que Troisième Rajah de Sarawak. En 1941, Kuching devient le lieu de la célébration du centenaire du gouvernement Brooke. Quelques mois plus tard, l'administration Brooke prit fin lorsque l'empire du Japon occupa le Sarawak.

### Seconde Guerre mondiale
Durant la Seconde Guerre mondiale, six pelotons d'infanterie dont 2 / 15 du régiment du Punjab étaient stationnés à Kuching.
Kuching aurait été défendue grâce à son aérodrome, et parce que son occupation par l'ennemi donnerait accès à l'important aérodrome néerlandais situé à Singkawang II, à 150 km au sud-ouest et à seulement 550 km de Singapour.
Kuching a été remise aux forces japonaises le 24 décembre 1941 et Sarawak faisait partie de l'Empire impérial japonais pendant trois ans et huit mois, jusqu'à la capitulation japonaise officielle le 11 septembre 1945 à bord HMAS Kapunda. À partir de mars 1942, les japonais ont interné prisonniers de guerre et civils à Batu Lintang camp, à trois miles (5 km) en dehors de Kuching.
Après la fin de la Seconde Guerre mondiale, le troisième et dernier Rajah, Sir Charles Vyner Brooke cède Sarawak à la Couronne Britannique en 1946.
Kuching a depuis été revitalisée en tant que capitale du Sarawak, par le gouvernement colonial britannique. Quand le Sarawak, ainsi que la partie Nord de Bornéo, Singapour et la fédération de Malaya, formèrent la fédération de Malaisie en 1963, Kuching a été maintenue en tant que Capitale de l'État. [réf. nécessaire]

## Administration

### Capitale de Sarawak

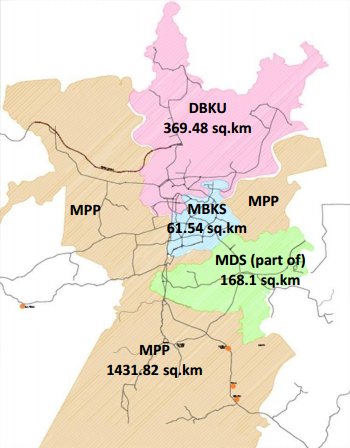
Aire de la métropole du Grand Kuching :
Kuching North City Hall (DBKU)
Kuching South City Council (MBKS)
Padawan Municipal Council (MPP)
Samarahan District Council (MDS)

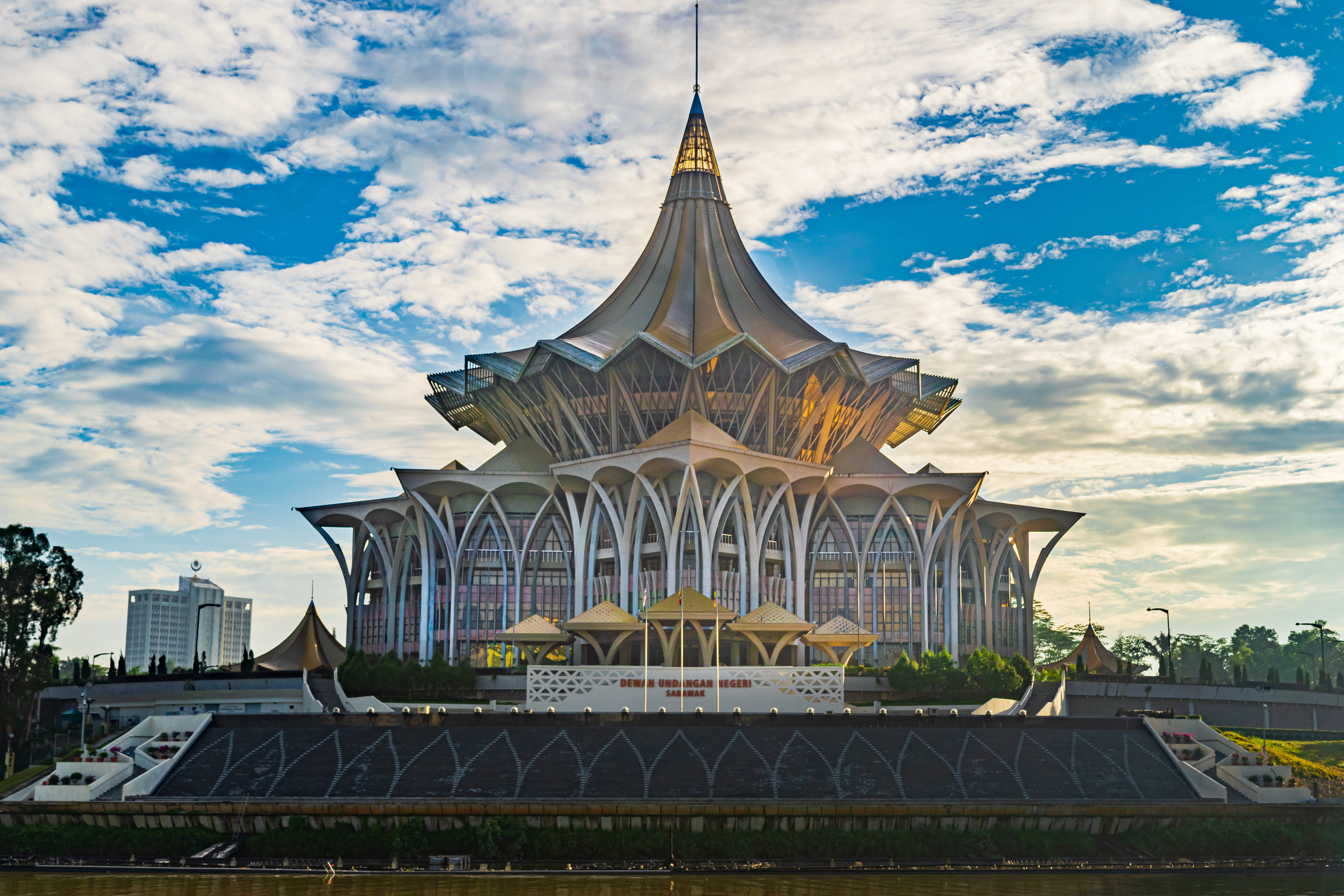
L'assemblée d'État de Sarawak, près de Kuching. Septembre 2020.

En tant que capitale de Sarawak, Kuching tient un rôle politique et économique essentiel dans tout l'État. La ville est le siège de toutes les administrations de l'État de Sarawak. L'assemblée législative de l'état de Sarawak est située dans la banlieue de Kuching, à Petra Jaya.

### Ville et autorité locale
Kuching est l'unique ville de Malaisie à être administrée par deux maires, elle est divisée en Kuching Nord et Kuching Sud. Le sud est administré par un maire, et le nord par un commissionnaire. Kuching a obtenu son statut de ville par le gouvernement Malaisien le 1er août 1988.
Avec une superficie de 1 868 km2, c'est le district le plus peuplé de Sarawak. Ce district est divisé en trois sous-districts, à savoir Kuching Proper, Padawan et Siburan. Kuching Proper la ville de Kuching et la municipalité de Padawan (en), tandis que Siburan et Padawan forment un sous-district. La combinaison de ces entités forme le Grand Kuching.

## Géographie

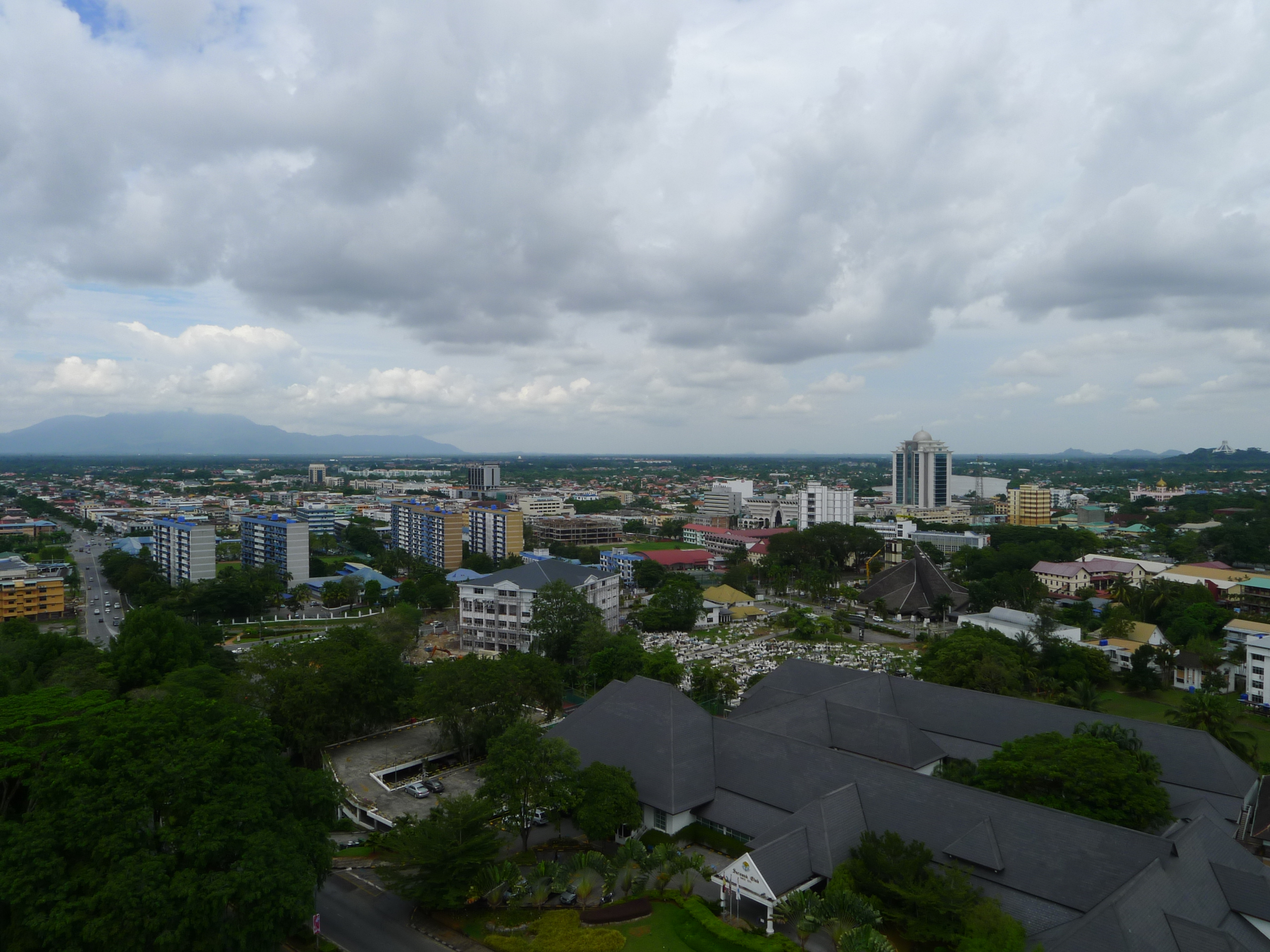
Panorama de Kuching.

Kuching est située sur les rives du fleuve Sarawak dans le nord-ouest de l'île de Bornéo. La ville s'étend de l'aéroport international de Kuching au sud, jusqu'aux péninsules de Santubong et de Bako au nord. Elle est limitée à l'ouest par le Parc National de Kuching Wetlands, et à l'est par l'estuaire de la rivière Kuap. Le texte définissant les limites de la ville publié en 1988 précise que celle-ci va de Gunung Lasak  (Mont Lasak) à Muara Tebas jusqu'à Batu Buaya (rocher du crocodile) et que sa superficie est de 431 km2. Le point culminant de la ville est le Mont Santubong (810 m), sur la péninsule de Santubong.
L'urbanisation rapide du Grand Kuching a repoussé les limites de la métropole jusqu'à Penrissen, Kota Sentosa, Kota Padawan, Batu Kawah, Siburan, Tarat, Bau, Lundu, Kota Samarahan, Asajaya et Serian.

### Climat
Le climat de Sarawak est équatorial (Classification de Köppen AI). La température est relativement uniforme tout au long de l'année et est comprise en moyenne entre 23 °C le matin et 32 °C dans la journée. Les minimum et maximum quotidiens sont de 19 et 36°. La région connait deux moussons. la mousson du nord-est se produit entre novembre et février et produit des précipitations de forte intensité. La mousson du sud-ouest, plus modérée, a lieu de juin à octobre. Les précipitations annuelles sont particulièrement élevées à Kuching (la plus élevée de Malaisie) avec une moyenne annuelle de 4 200 millimètres. L'humidité est particulièrement élevée atteignant 80 à 90 % dans les basses terres,. Il pleut en moyenne 247 jours par an. Le nombre d'heures d'ensoleillement est en moyenne de 5 heures par jour et chute à 3,7 heures en janvier, le mois le plus humide de l'année.
| Mois                              | jan.  | fév.  | mars  | avril | mai   | juin  | jui.  | août  | sep.  | oct.  | nov.  | déc.  | année   |
| --------------------------------- | ----- | ----- | ----- | ----- | ----- | ----- | ----- | ----- | ----- | ----- | ----- | ----- | ------- |
| Température minimale moyenne (°C) | 22,9  | 23    | 23,2  | 23,4  | 23,6  | 23,3  | 23    | 23    | 22,9  | 22,9  | 22,9  | 22,9  | 23,1    |
| Température maximale moyenne (°C) | 29,8  | 30,2  | 31,3  | 32,3  | 32,7  | 32,7  | 32,4  | 32,4  | 32    | 31,9  | 31,6  | 30,6  | 31,7    |
| Précipitations (mm)               | 684,1 | 473,3 | 338,6 | 272,9 | 241,8 | 220,3 | 185,6 | 229,6 | 262,3 | 338,6 | 371,5 | 498,1 | 4 116,7 |

## Demographie

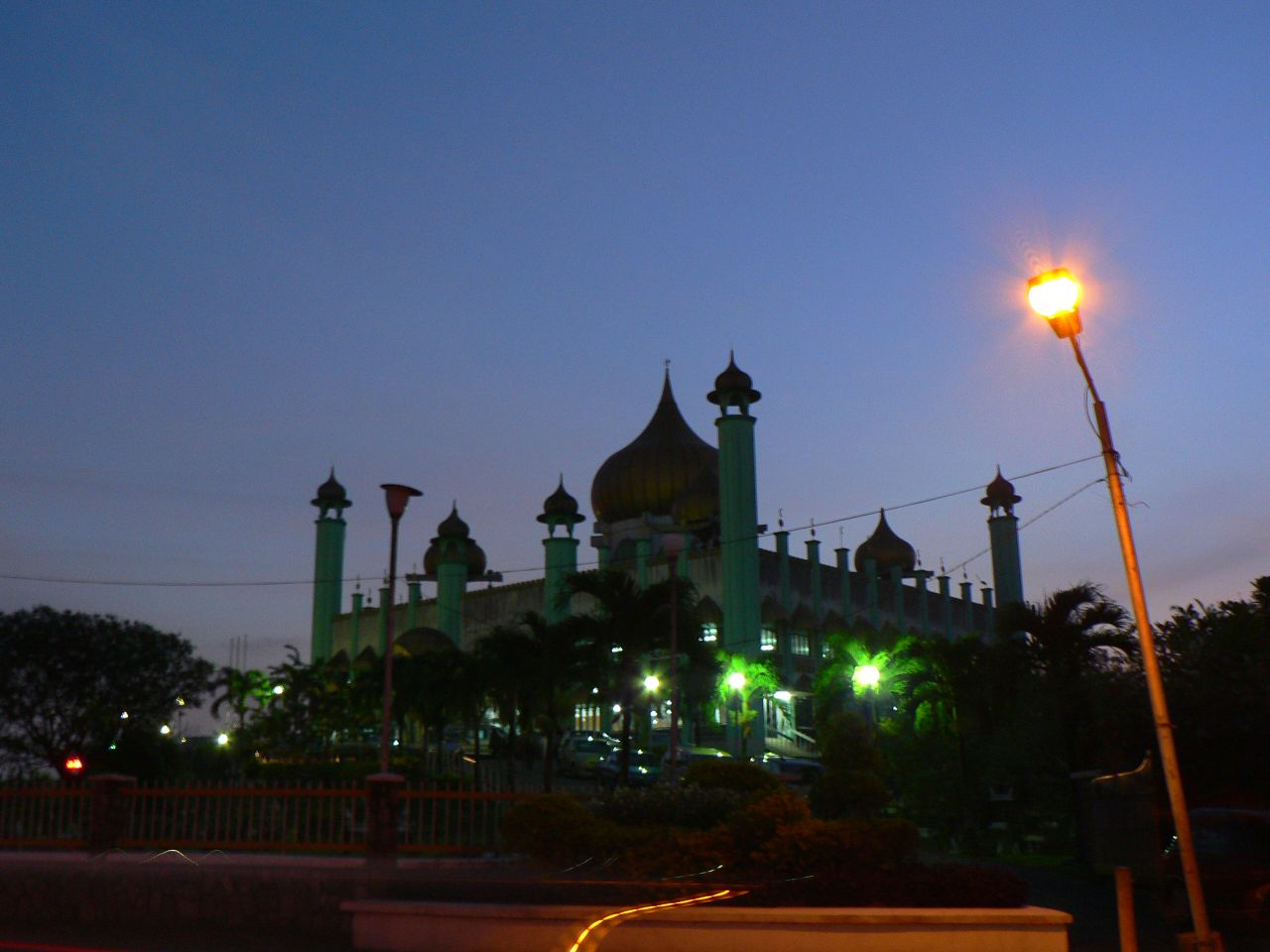
Mosquée de Kuching.

### Groupes ethniques
Le recensement malaisien de 2010 reporte une population de 325 132 personnes.
Elle se divise ainsi : Malais (146 580), Chinois (120 860), Iban (28 691), Bidayuh (13 681), citoyens non-malais (7 216), autres Bumiputeras (3 250), Melanau (2 078), Indiens (1 626) et autres (1 140). La plupart des Malais et Melanau sont musulmans, la communauté chinoise se divise entre Bouddhisme, Taoïsme et Christianisme. Les Ibans et Bidayuh sont principalement chrétiens, voire animistes.

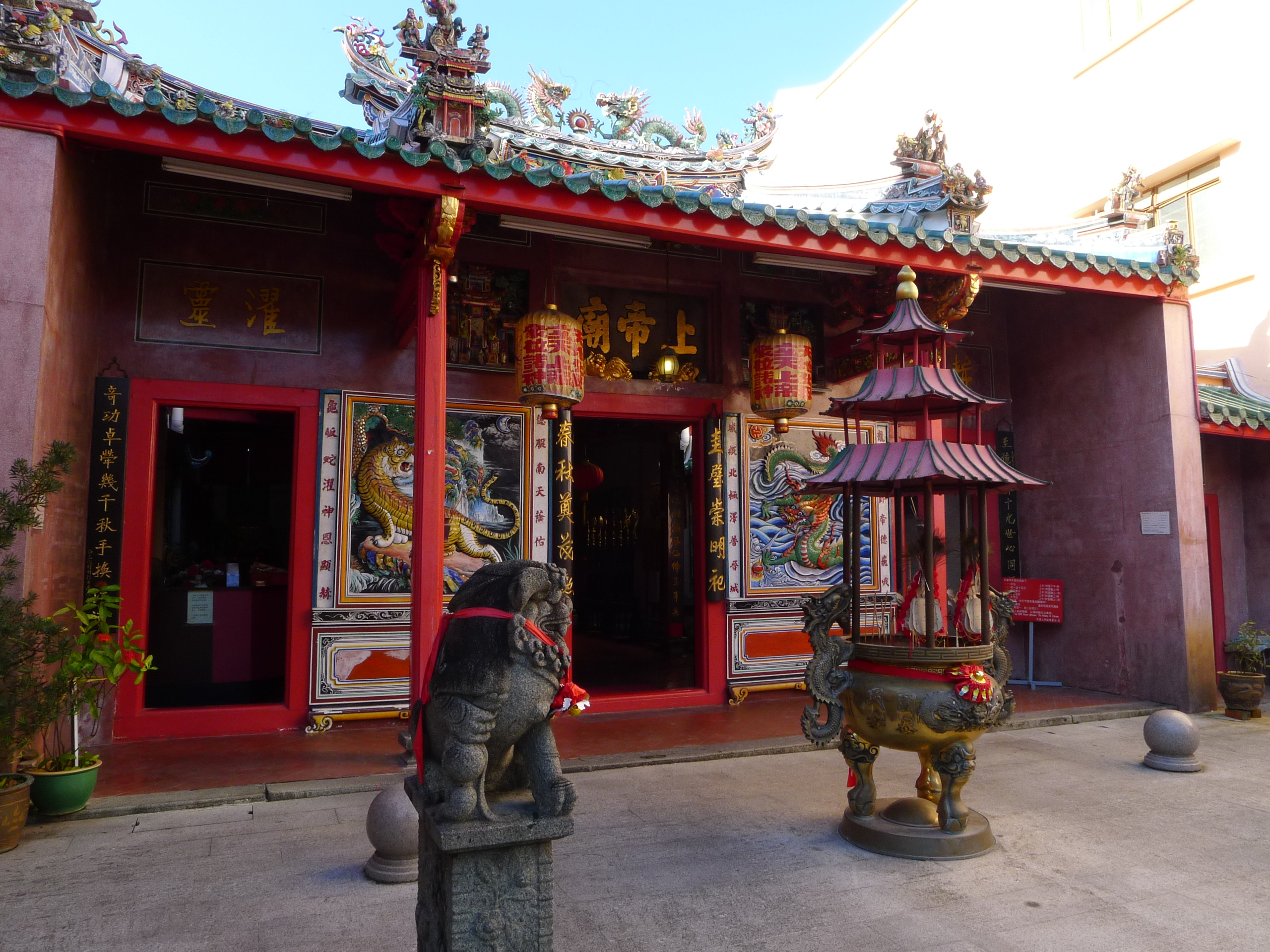
Un temple chinois, rue Carpenter.

### Langues
Le dialecte malais de Kuching est appelé Bahasa Sarawak (malais de Sarawak). Compte tenu de la forte communauté présente, le chinois est aussi largement utilisé. La quasi-totalité des habitants est capable de s'exprimer en anglais.

## Économie
Kuching est un des principaux centres industriels et commerciaux du Sarawak. Plusieurs établissements bancaires et sociétés d'assurance de niveau national et international ont, selon les cas, des filiales ou leur siège dans la ville. L'activité économique est dominée par le secteur primaire et le secteur tertiaire, que le gouvernement du Sarawak tend à favoriser dans sa volonté de faire du Sarawak un état au développement avancé à l'échéance 2020,,. La ville dispose de trois zones industrielles : Pending Industrial Estate (Industries légère et de transformation), Demak Laut Industrial Park (Industries légère et de transformation) et Sama Jaya Free Industrial Zone (Hi-Tech et industrie électronique). La ville accueille un certain nombre de congrès de niveau national et international comme les Malaysia Global Business Forum, Tomorrow’s Leaders Summit Tomorrow’s Leaders Summit, International Hydropower Association (IHA) World Congress et l'ASEAN Tourism Forum et Routes Asia Conference. Kuching est située à proximité immédiate de la Mer de Chine méridionale et dispose de plusieurs ports. Le port de Tanah Puteh créé en 1961 a un trafic de 350 000 tonnes. Les opérations portuaires sont toutefois principalement réalisées dans les ports de Pending et Senari qui ont une capacité respective de 2,9 et 7 millions de tonnes.

## Transports

### Routes
La majorité des routes de la ville sont des 2x2 voies, et la ville est reliée aux autres villes de Sarawak par autoroute. La ville de Kuching se distingue par ses nombreux ronds-points. Les routes extérieures à la ville, moins bien entretenues, sont progressivement rénovées.

#### Transports en commun

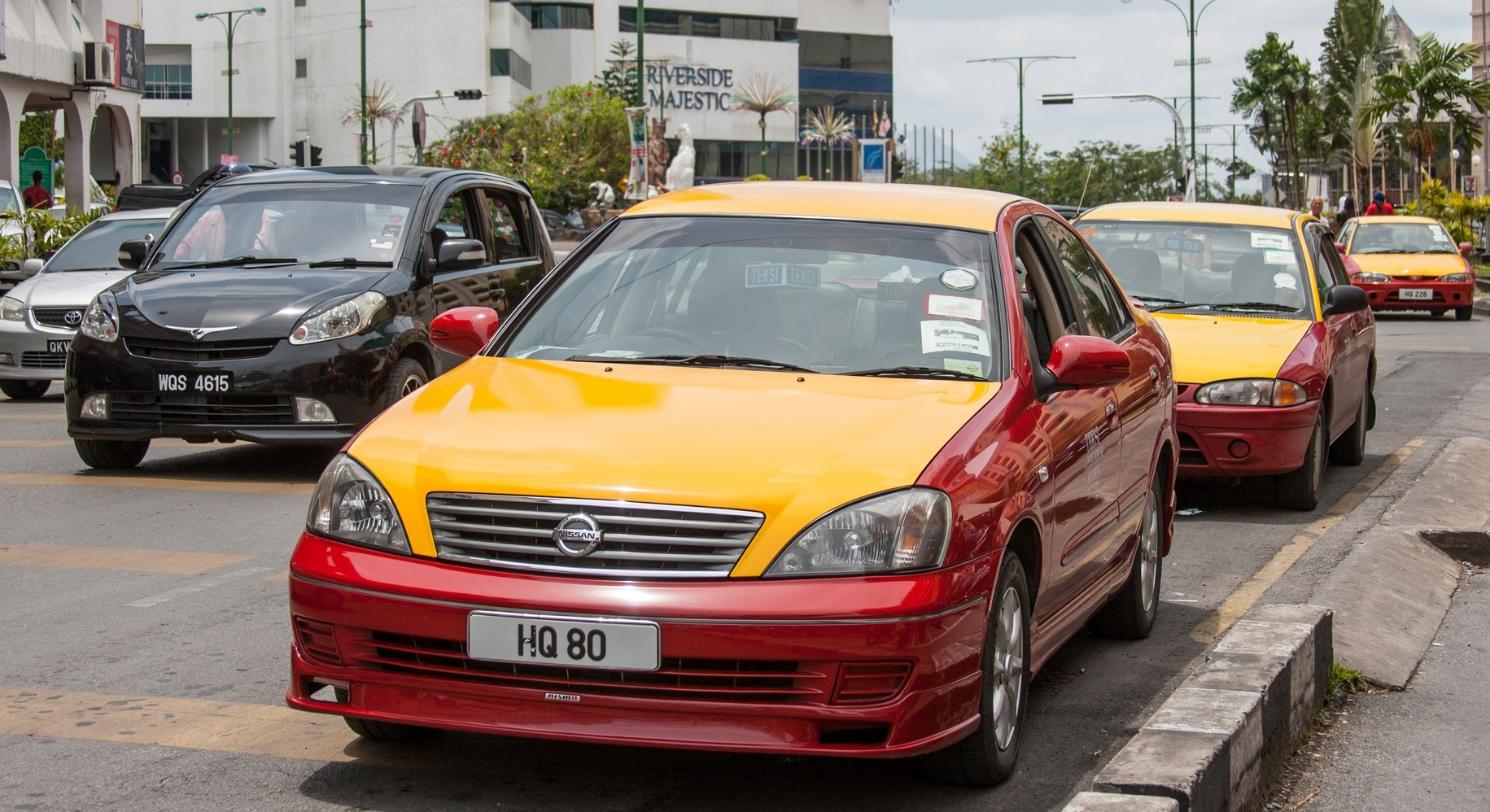
Taxis.

Il y a deux types de taxis à Kuching, les plus petits sont rouges et jaunes, et les plus spacieux sont bleus, plus confortables et plus chers. En 2014, une application smartphone (MyTeksi) de réservation a été mise en place, ce qui fait de Kuching la cinquième zone de Malaisie avec la vallée du Kelang, Cyberjaya, Putrajaya et Johor Bahru à en être équipée. Une gare routière, Kuching Sentral, a été inaugurée en 2012. Elle est située au sud de la ville, à cinq minutes de l'aéroport international de Kuching, et à 20 minutes du centre-ville. Elle propose des longues distances jusqu'à Brunei, Sabah et Kalimantan occidental en Indonésie. Il existe aussi l'ancienne gare routière (Old Kuching Bus Terminal), toujours en service.

### Maritime et fluvial

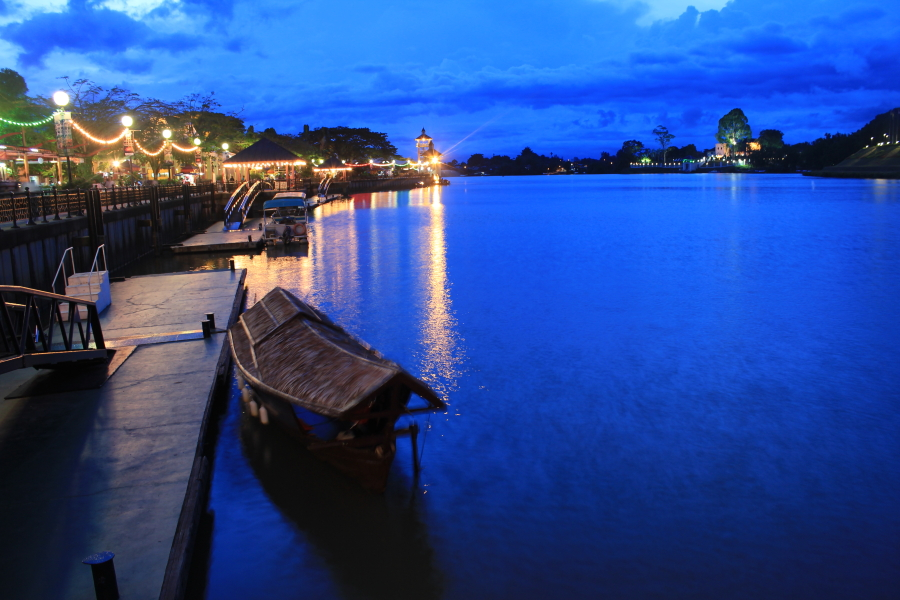
Un sampan traditionnel

Kuching, comme la plupart des villes de Sarawak, est connectée aux autres villes via le transport maritime. On trouve sur les berges de la rivière Sarawak, au niveau du centre-ville, bon nombre de 'tambang' (bateaux en bois) transportant les passagers d'une rive à l'autre,. Le quai pour les bateaux reliant les villes de Sibu and Bintulu est situé à l'est de la ville, au port Sim Kheng Hong (anciennement port Tanah Puteh) à Pending,.

### Aérien

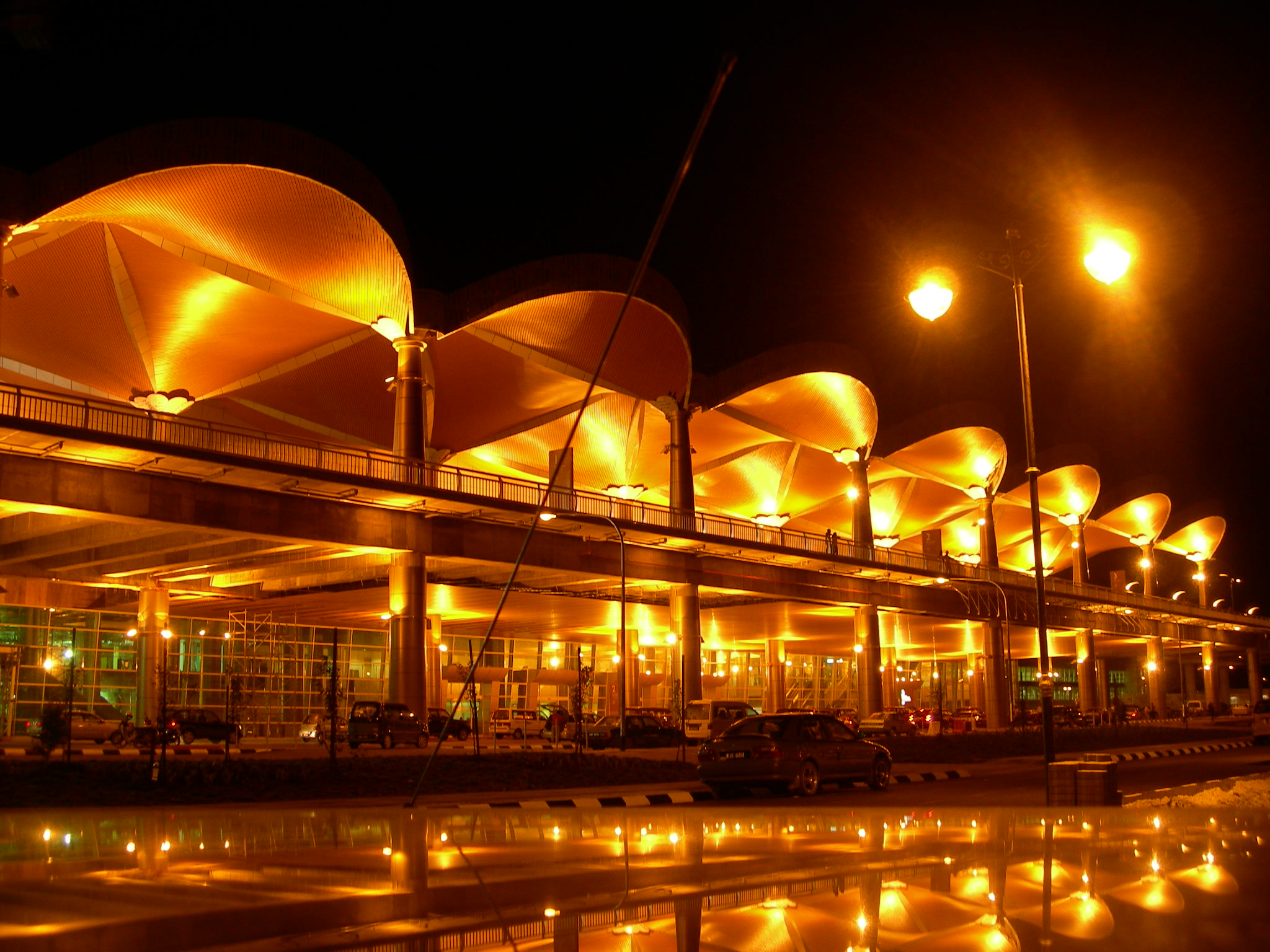
Aéroport international de Kuching de nuit.

L'aéroport international de Kuching (KIA), situé à 12 kilomètres de la ville, a été construit durant les années 1940, et est devenu le quatrième plus important aéroport du pays. En 2016 le trafic passagers était de 4,9 millions de personnes et le trafic fret de 22 500 tonnes. Les liaisons les plus fréquentes sont avec la capitale de la Malaisie Kuala Lumpur (plus de 20 vols par jour), les principaux vols intérieurs sont avec les villes du Sarawak (Sibu, Miri, Bintulu) et du Sabah (Kota Kinabaluà). Des vols internationaux fréquents existent avec Singapour, Pontianak (Indonésie) et Shenzhen (Chine).

## Tourisme
Les lieux les plus visités sont :

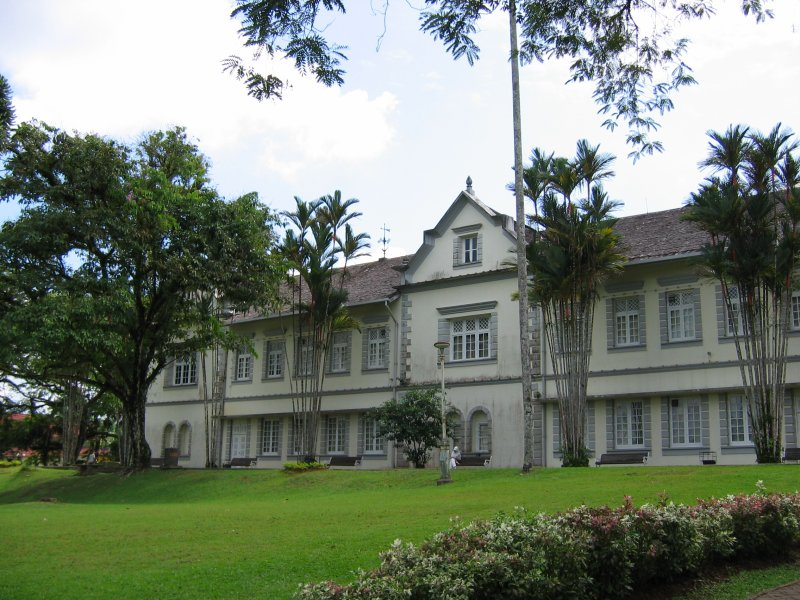
Le musée de Sarawak construit par le rajah Charles Brooke en 1891.

- Le musée de Sarawak, plus vieux bâtiment de la ville[48], exposant des collections des peuples autochtones de Sarawak[49],[50],[51].
- Le Tun Abdul Razak Hall
- Le musée islamique de Sarawak
- le Musée d'Histoire Chinoise
- Le Musée Kuching Cat (en)
- Le Sarawak Timber Museum
- Le Sarawak textile museum
- Le Planetarium Sultan Iskandar (en), tout premier planétarium de Malaisie[52].

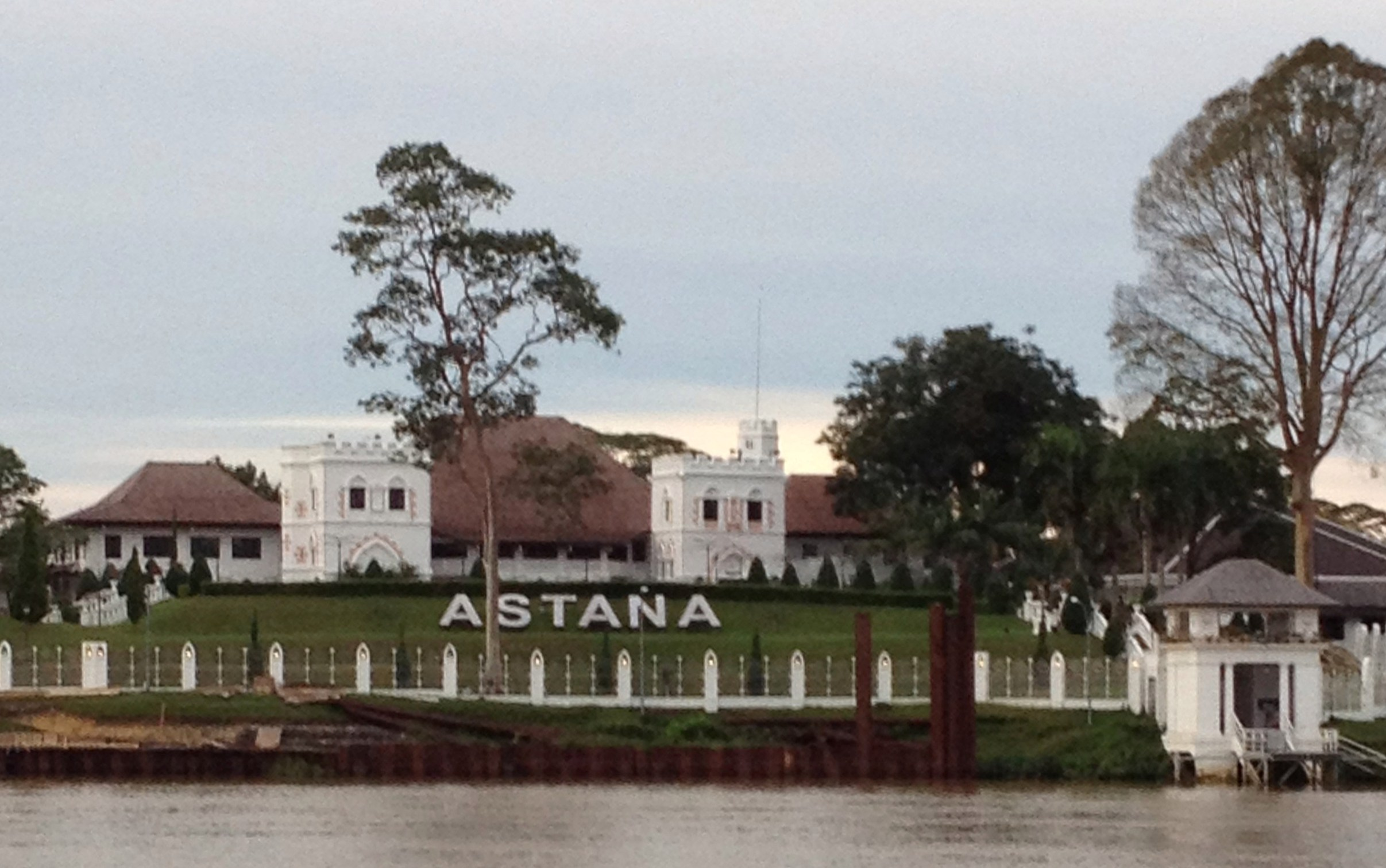
L'Astana

- L'Astana (l'ancien palace des Rajahs blancs et résidence actuelle du gouverneur de Sarawak)

### Loisirs et parcs
Le parc national Talang-Satang fut créé pour préserver la population des tortues marines de Sarawak. Il couvre une surface de 19 400 hectares, dont quatre îles au large de Kuching  (Talang Besar, Talang Kecil off Sematan, Satang Besar et Satang Kecil off Santubong), qui servent également de refuges de certaines espèces telles que le Sterne bridée ou le Sterne diamant.
Damai, une des principales stations balnéaires de Sarawak, se situe sur la péninsule de Santubong, à 35 minutes de Kuching. On y trouve de grandes plages de sable au pied d'une imposante montagne recouverte de jungle. S'y trouvent également de grands complexes hoteliers (Damai Beach Resort, Damai Puri Resort et l'Hôtel Spa and One Santubong), chacun d'eux disposant d'une plage privée et leurs propres activités nautiques.
Au-delà de ça, Damai est aussi le parfait endroit pour observer le Dauphin de l'Irrawaddy.

### Musique
Depuis 1997, Kuching héberge le Rainforest World Music Festival (en), un festival de musique annuel qui réunit musiciens et spectateurs de la région comme du monde entier. C'est aujourd'hui l’évènement musical le plus important de Malaisie.

## Galerie

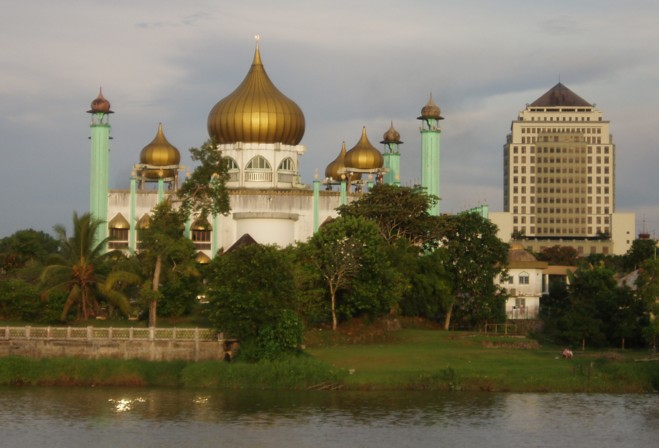
La Mosquée Divisionnaire de Kuching (Masjid Bahagian Kuching).
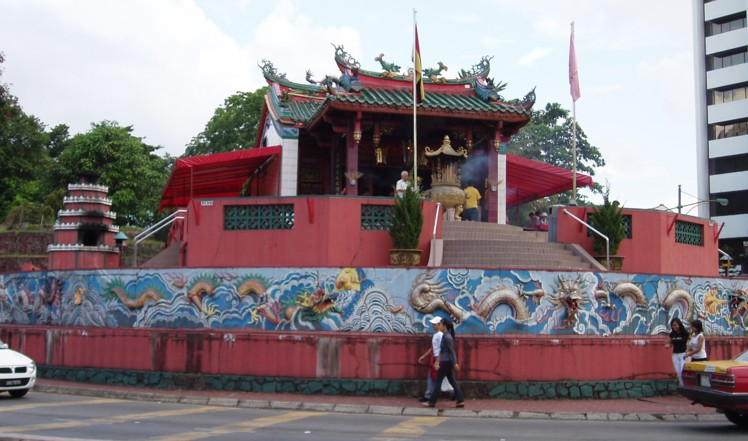
Le Tua Pek Kong, principal et plus ancien temple chinois de Kuching.
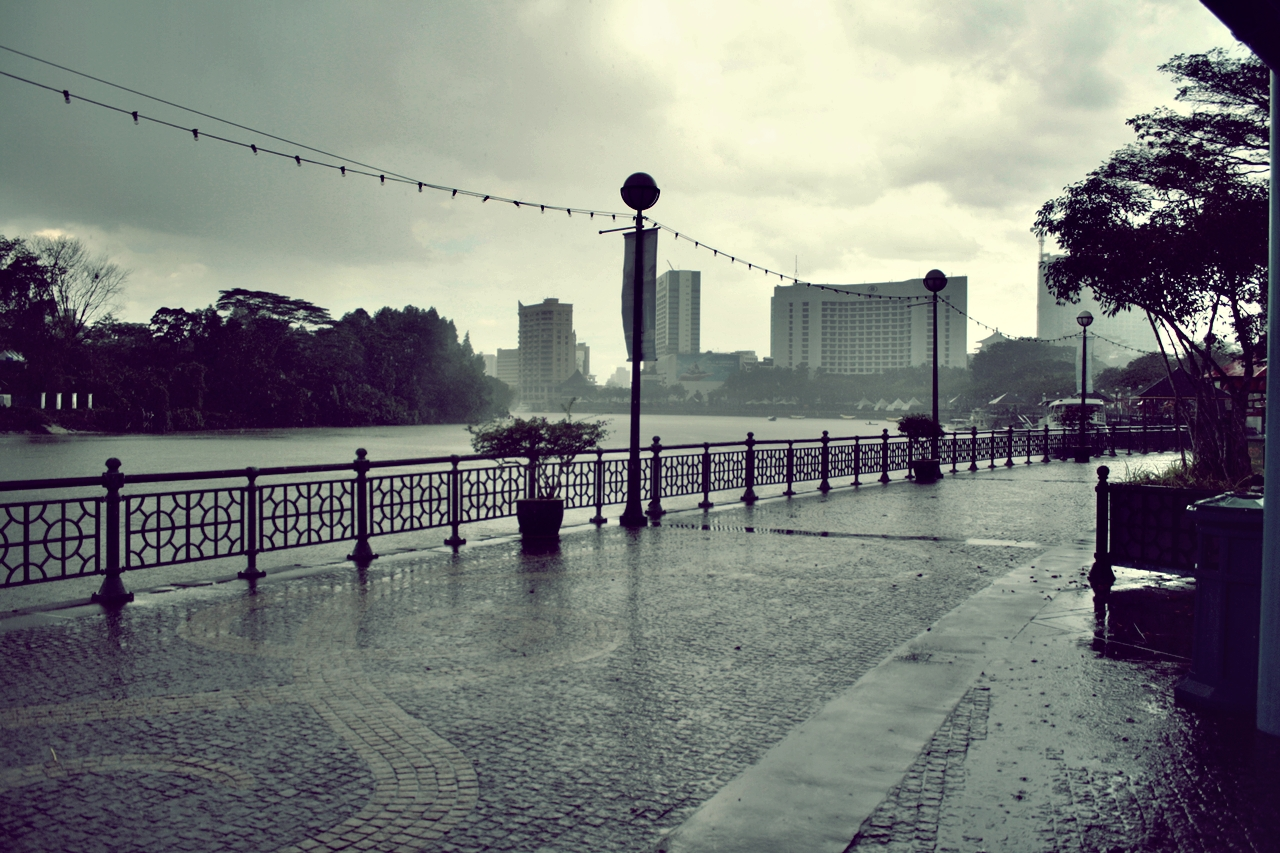
La Rivière Sarawak.
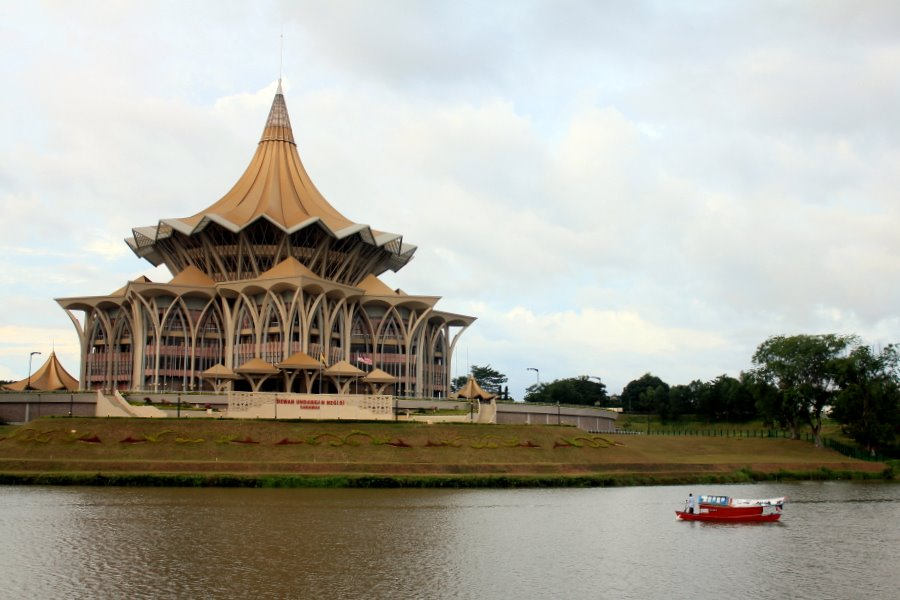
L'Assemblée législative de Sarawak.
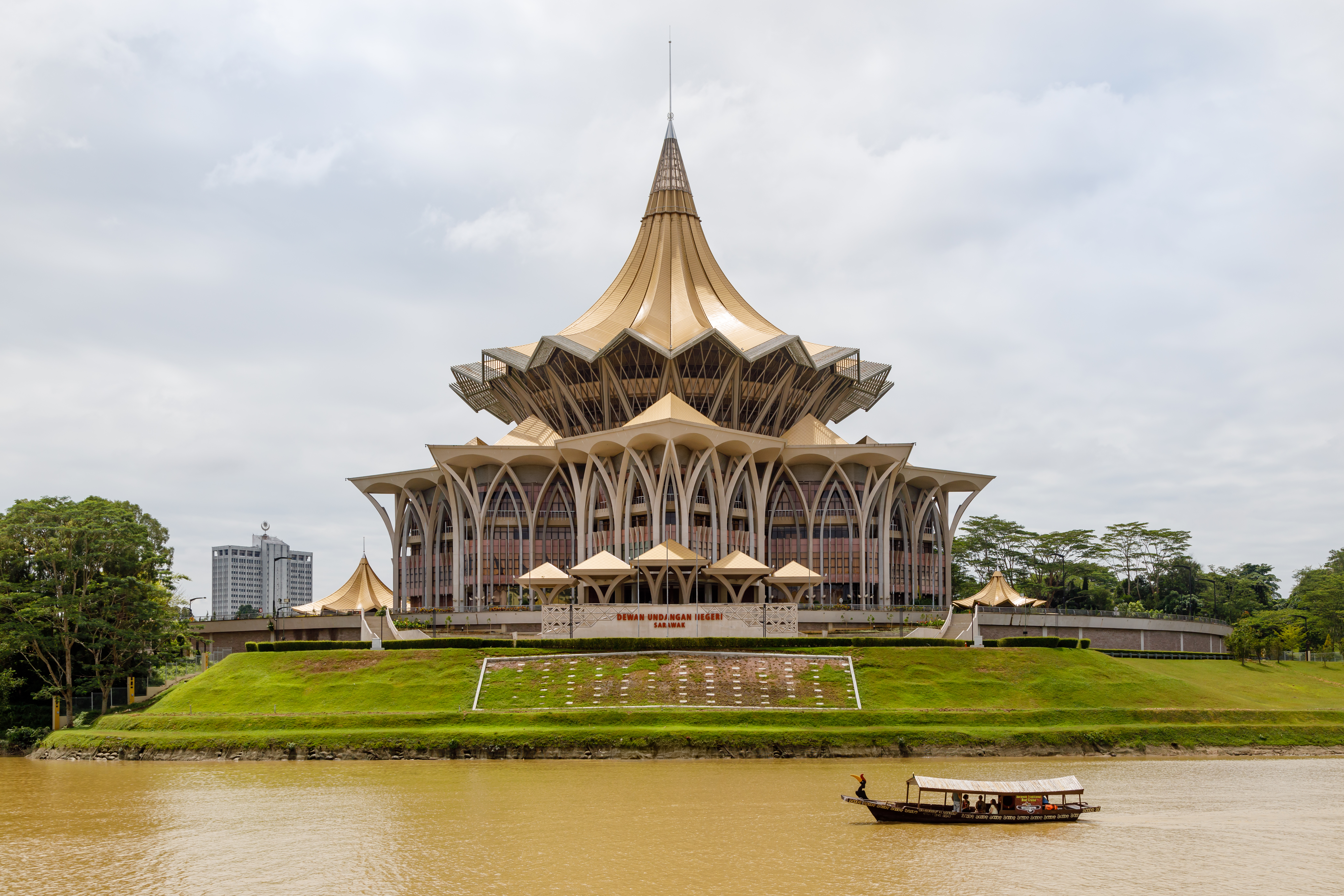
Autre vue de l'assemblée législative. Juillet 2017.

## Jumelages
- Kunming (Chine)
- Xiamen (Chine)
- Zhenjiang (Chine)
- Pontianak (Indonésie)
- Johor Bahru (Malaisie)
- Djeddah (Arabie saoudite)
- Guro-gu (Corée du Sud)